# Trevor Bryce
Trevor Robert Bryce (1940) es un hititólogo australiano especializado en la historia antigua y clásica de Oriente Próximo. Está semirretirado y vive en Brisbane.
Su libro, The Kingdom of the Hittites, (El reino de los hititas) se hizo popular entre los lectores de habla inglesa después de que el estudio de los hititas hubiera sido dominado por las obras de la literatura alemana.  Una nueva edición mejorada y actualizada de este popular libro, con 90 páginas adicionales, fue publicado en 2005 por el profesor Bryce. Bryce es profesor en la Escuela de Historia, Filosofía, Religión y Antigüedad Clásica de la Universidad de Queensland.

## Premios y elecciones profesionales
- 1989: Miembro del Academia Australiana de Humanidades
- 2001: Medalla del Centenario
- 2010: Doctor en Letras por la Universidad de Queensland.

## Obras selectas
- Bryce, Trevor (1983). The Mayor Historical Textos of Early Hittite History (en inglés). St. Lucia (Queensland): Universidad de Queensland. pp. 178 páginas. ISBN 9780867761221. OCLC 27112912. Consultado el 10 de diciembre de 2017.
- The Parting Mists of Ancient Anatolia (en inglés). Armidale: Universidad de Nueva Inglaterra (Australia). 1986. pp. 28 páginas. ISBN 9780858346093. OCLC 29017190. Consultado el 10 de diciembre de 2017.
- The Lycians in Literary and Epigraphic Sources (en inglés) 1. Copenhague: Museum Tusculanum Press. 1986. pp. 273 páginas. ISBN 9788772890234. OCLC 19846329. Consultado el 10 de diciembre de 2017.
- The Lycians: A Study of Lycian History and Civilisation tono the Conquest of Alexander the Great (en inglés). Copenhague: Museum Tusculanum Press. 1986. ISBN 9788772890234. OCLC 15541012. Consultado el 10 de diciembre de 2017.
- The Kingdom of the Hittites (en inglés). Oxford: Oxford University Press. 1999. pp. 464 páginas. ISBN 9780199240104. OCLC 264593433. Consultado el 10 de diciembre de 2017.
- Life and Society in the Hittite World (en inglés). Oxford: Oxford University Press. 2002. pp. 312 páginas. ISBN 9780199241705. OCLC 49518946. Consultado el 10 de diciembre de 2017.
- Letters of the Great Kings of the Ancient Near East: The Royal Correspondence of the late Bronce Age (en inglés). Londres: Routledge. 2003. pp. 253 páginas. ISBN 9780415258579. OCLC 52159937. Consultado el 10 de diciembre de 2017.
- The Trojans and their Neighbours (en inglés). Londres: Routledge. 2006. pp. 225 páginas. ISBN 9780203695340. OCLC 68709825. Consultado el 10 de diciembre de 2017.
- Hittite Warrior. Warrior (en inglés). Oxford: Osprey Publishing. 2007. pp. 64 páginas. ISBN 9781846030819. OCLC 137222181. Consultado el 10 de diciembre de 2017. (enlace roto disponible en Internet Archive; véase el historial, la primera versión y la última).
- The Routledge Handbook of the Peoples and Plazas of Ancient Western Asia: The Near East from the Early Bronce Age to the Fall of the Persian Empire (en inglés). Londres: Routledge. 2009. pp. 887 páginas. ISBN 9780415394857. OCLC 289096010. Consultado el 10 de diciembre de 2017.
- The World of the Neo-Hittite Kingdoms:  A Political and Military History (en inglés). Oxford: Oxford University Press. 2012. pp. 356 páginas. ISBN 9780199218721. OCLC 757930804. Consultado el 10 de diciembre de 2017. (enlace roto disponible en Internet Archive; véase el historial, la primera versión y la última).